# Nenince
Nenince é um município da Eslováquia, situado no distrito de Veľký Krtíš, na região de Banská Bystrica. Tem 13,48 km² de área e sua população em 2018 foi estimada em 1.346 habitantes.

## Demografia
| Ano:        | 1994 | 2004   | 2014   | 2024   |
| ----------- | ---- | ------ | ------ | ------ |
| Broj ljudi: | 1400 | 1390   | 1361   | 1261   |
| Razlika:    |      | -0,71% | -2,08% | -7,34% |

| Ano:               | 2023 | 2024   |
| ------------------ | ---- | ------ |
| Número de pessoas: | 1282 | 1261   |
| Diferença:         |      | -1,63% |